# 마크 위드마이어
마크 피터 위드마이어(Mark Peter Weidemaier, 1955년 1월 17일 ~ )는 미국의 야구 코치이자, 현 멕시칸 리그 테콜로테스 데 로스 도스 라레도스의 감독이다.

## 경력
오하이오 주립 대학교를 다니는 동안 야구부 수석 코치를 맡았으며 석사 학위를 취득했다. 1982년에 캔자스시티 로열스의 마이너 리그 베이스볼 구단 코치로 부임했고, 1984년부터 1987년까지 캘리포니아 에인절스 스카우트와 마이너 리그 코치로 일했다. 1988년 멕시칸 리그의 알고도네로스 데 우니온 라구나 감독을 맡았으며, 1989년에는 뉴욕 양키스의 싱글 A 구단인 캐롤라이나 리그의 프린스윌리엄 캐넌스 감독으로 부임했다. 1989년부터 1990년까지 뉴욕 양키스의 선수 발달부에서 수비 코디네이터로 활동했다.
1991년부터 1995년까지 클리블랜드 인디언스의 미국 동부 및 라틴 아메리카 담당 스카우트로 있었다. 1996년부터 1998년까지 시카고 화이트삭스의 전력분석원으로 활동했으며, 1999년부터 2006년까지 LA 다저스의 전력분석원으로 활동했다. 2007년부터 2008년까지 특임 스카우트로 활동했으며 2009년부터 2010년까지 단장 특별 보좌관으로 활동했다.
2011년부터 2013년까지 애리조나 다이아몬드백스의 전력분석원으로 활동했다. 2013년 시즌 후 애리조나 다이아몬드백스의 코치였던 맷 윌리엄스가 워싱턴 내셔널스의 감독으로 자리를 옮겼고, 그도 워싱턴 내셔널스의 수비 코디네이터로 합류했다. 2015년 시즌 후 구단으로부터 재계약 불가 통보를 받았다. 2016년에 멕시칸 리그의 로호스 델 아길라 데 베라크루스 감독을 맡았다.
2016년 9월 삼성 라이온즈는 외국인 선수 선발 체계를 바꾸고자 그를 정보 코디네이터로 영입했다. 2019년 10월에 KIA 타이거즈의 수석코치로 합류했다.